# 강변로 (양산시)
강변로(Gangbyeon-ro)는 경상남도 양산시 동면 금산2교차로에서 양산시 중앙동 12번교차로 를 잇는 경상남도의 도로이다.

## 주요 경유지
경상남도
- 양산시 (동면 . 중앙동)

## 노선
| 이름            | 접속 노선                  | 소재지 | 소재지 | 비고 |
| --------------- | -------------------------- | ------ | ------ | ---- |
| 금산2 교차로    | 국도 제35호선 (양산대로)   | 양산시 | 동면   |      |
| 남부교          |                            | 양산시 | 동면   |      |
|                 | 중앙동                     | 양산시 |        |      |
| 영대교앞 교차로 | 지방도 제1022호선 (삼일로) | 양산시 |        |      |
| 12번 교차로     | 국도 제35호선 (양산대로)   | 양산시 |        |      |

## 주요 건물 및 시설
- 양산타워 (강변로 261/석산리 656-2)
- 한국지역난방공사 양산지사 (강변로 266/석산리 1517)
- 남부유수지 체육공원 (강변로 320/남부동 609-1)
- 메가박스 양산 (강변로 440/중부동 685-6)
- 양산역 (강변로 441/중부동 721)